# Joseph Dauben
Joseph Warren Dauben (Santa Mônica, Califórnia, 29 de dezembro de 1944) é um matemático estadunidense.
Foi palestrante convidado do Congresso Internacional de Matemáticos em Berlim (1998 - Marx, Mao and Mathematics: the politics of infinitesimals).

## Obras
- Chinese Mathematics. In: Victor Katz (Hrsg.) The Mathematics of Egypt, Mesopotamia, China, India and Islam. A Sourcebook. Princeton University Press, Princeton NJ u. a. 2007, ISBN 978-0-691-11485-9, S. 187–384.
- Editor com Christoph Scriba: Writing the history of mathematics. Its historical Development (= Science Networks, historical Studies. Bd. 27). Birkhäuser, Basel u. a. 2002, ISBN 3-7643-6167-0.
- Abraham Robinson. The Creation of Nonstandard Analysis. A Personal and Mathematical Odyssey. Princeton University Press, Princeton NJ 1995, ISBN 0-691-03745-0.
- Georg Cantor. His Mathematics and Philosophy of the Infinite. Harvard University Press, Cambridge MA u. a. 1979, ISBN 0-674-34871-0 (Auch: Princeton University Press, Princeton NJ 1990, ISBN 0-691-08583-8).
- The development of Cantorian set theory. In: Ivor Grattan-Guinness (Hrsg.): From the Calculus to Set Theory. 1630–1910. An Introductory History. Duckworths, London 1980, ISBN 0-7156-1295-6, S. 181–219.